# 원천징수
원천징수(源泉徵收, 영어: withholding tax, retention tax)는 상대방의 소득 또는 수입이 되는 금액을 지급할 때 이를 지급하는 자(원천징수의무자)가 그 금액을 받는 사람(소득자, 납세의무자)이 내야할 세금을 미리 떼어서 대신 납부하는 제도이다.

## 원천징수의 대상 소득
원천징수 대상이 되는 소득이나 수입금액을 지급하는 자(개인 또는 법인)가 세금부담자의 부담분을 대신내는 제도이며, 회계상으로는 예수금 처리 하는 것이 보통이다. 또한 지급시 세금부담자에게 원천징수영수증을 발급하는 것을 원칙으로 한다.
- 이자소득
- 배당소득
- 봉급, 상여금 등의 각종근로소득
- 퇴직급여 등의 갑종퇴직소득
- 상금, 강연료 등 일시적 성질의 기타소득
- 원천징수 대상 사업소득
- 음식 ·숙박업소 등의 봉사료